# Alain Voss
Alain Voss (França, 29 de abril de 1946 - Portugal, 13 de maio de 2011) é um artista franco-alemão de quadrinhos também conhecido como Al Voss. Nasceu em França, mais precisamente em Paris. É filho de um pai alemão e de uma mãe francesa, passou seus primeiros anos na França e veio para o Brasil ainda pequeno por volta dos cinco anos de idade.
Começou a trabalharcom quadrinhos na década de 1960 e ilustrou, entre outras coisas, as capas de LPs da banda Os Mutantes. Seus principais trabalhos na época foram O Careca e O Loco.
Em 1972, Alain Voss voltou para a França, fugindo da ditadura militar brasileira. Lá, trabalhou para a revista Métal Hurlant, mais importante publicação de quadrinhos francesa na época, ao lado de nomes como Moebius, Enki Bilal e Richard Corben, entre outros.
Na Métal Hurlant, criou a série Heilman em 1978, que chegou a ser proibida na Alemanha por fazer referências ao nazismo. Também fez uma série de paródias de personagens famosos, como Asterix, Smurfs e Superman.
Em 1981, Alain Voss retornou ao Brasil, voltando à Europa apenas no final da década. Teve trabalhos publicados em revistas brasileiras como Inter Quadrinhos e Monga - A Mulher-Gorila. Em 1989, ganhou o prêmio de melhor desenhista nacional da primeira edição do Troféu HQ Mix. No ano seguinte, uma exposição sobre seu trabalho apresentada no Museu da Imagem e do Som ganhou o Troféu HQ Mix de melhor exposição.
Voltou ao Brasil em 2009. Depois de sofrer um acidente, a sua enteada Juliana trouxe-o de volta para Portugal onde este ficou a viver durante alguns anos. Faleceu em Lisboa em decorrência de um AVC. 
Alain foi casado com Adriana Voss, tendo um filho Arthur. 